# Zouglou
Zouglou (Baule: zusammengepfercht bzw. Abfall) ist ein in der Mitte der 1990er Jahre in der Elfenbeinküste geprägter Musikstil, der auf Elemente anderer Musikstile, insbesondere Dancehall oder Zouk zurückgreift. Als Zentrum der Entstehung gilt die Universität von Abidjan. 1994 wurden vom Musiker Didier Bilé und seine Band Les Parents du Campus die ersten Zouglou-Stücke geschrieben. Durch Studenten gelangt der Stil nach Frankreich, wo er vor allem in der Hauptstadt Paris schnell populär wird. 1999 gelangte die Band Magic System mit ihrem Song Premier Gaou in die französischen Charts.
Die Texte sind in verschiedenen afrikanischen Sprachen oder der französischen Umgangssprache verfasst.
Bekannte Vertreter sind neben Magic System u. a. Sur-Choc, Meiway oder Awa Maiga. 
Siehe auch Ziglibithy, Coupé Decalé.